# 八代市立昭和小学校
八代市立昭和小学校（やつしろしりつ しょうわしょうがっこう）は、熊本県八代市昭和明徴町にある公立小学校。

## 沿革
- 1927年（昭和2年）2月11日 - 八代郡千丁尋常高等小学校仮校舎開校。
- 1928年（昭和3年）9月14日 - 八代郡昭和尋常小学校として独立。
- 1941年（昭和16年） - 昭和国民学校と改称。
- 1947年（昭和22年） - 八代郡昭和村立昭和小学校と改称。
- 1956年（昭和31年） - 八代市立昭和小学校と改称。
- 2018年（平成30年） - 創立90周年を迎える。記念として、11月30日に記念の人文字の航空撮影を実施した[1]。

## 通学区域と進学先中学校
出典

### 通学区域
- 昭和日進町
- 昭和明徴町
- 昭和同仁町

### 進学先中学校
- 八代市立第七中学校

## 学校周辺
- 昭和神社 - 敷地が隣接。
- 八代市役所昭和出張所
  - 八代市昭和コミュニティセンター
- 圓成寺
- 社会福祉法人昭和福祉会昭和保育園 - 進学前保育園のひとつ。
- 大鞘川

## アクセス
- 九州産交バス「八代駅宮原線」で、「松田農場前」停留所下車後、徒歩約715m・約11分。